# Dittershausen (Fuldabrück)
Dittershausen ist ein Ortsteil von Fuldabrück im Landkreis Kassel in Hessen. Der Ort hat gemeinsam mit Dennhausen 2834 Einwohner Stand: 31. Dezember 2005.

## Lage
Der Ort liegt in einer Schleife der Fulda an der Söhre. Westlich befindet sich das Autobahnkreuz Kassel-West. Dort kreuzen sich die Bundesautobahn 44 mit der Bundesautobahn 49.
Die Bebauungen von Dennhausen und Dittershausen gehen ineinander über. Dorfmittelpunkt ist der Dorfplatz vor der Kirche.

## Geschichte
Dittershausen war wahrscheinlich schon im Jahre 800 durch einen Mann namens Thiedhard besiedelt. Von ihm leitet sich auch der Ortsname ab. Später wurde der Ort Thiedhardeshusen genannt.
In einer Urkunde aus dem Kloster Hasungen wurde der Ort 1253 erstmals schriftlich erwähnt. 1346 verkaufte das damals das Dorf mehrheitlich besitzende Rittergeschlecht der Hund das Dorf an den Landgrafen von Hessen.

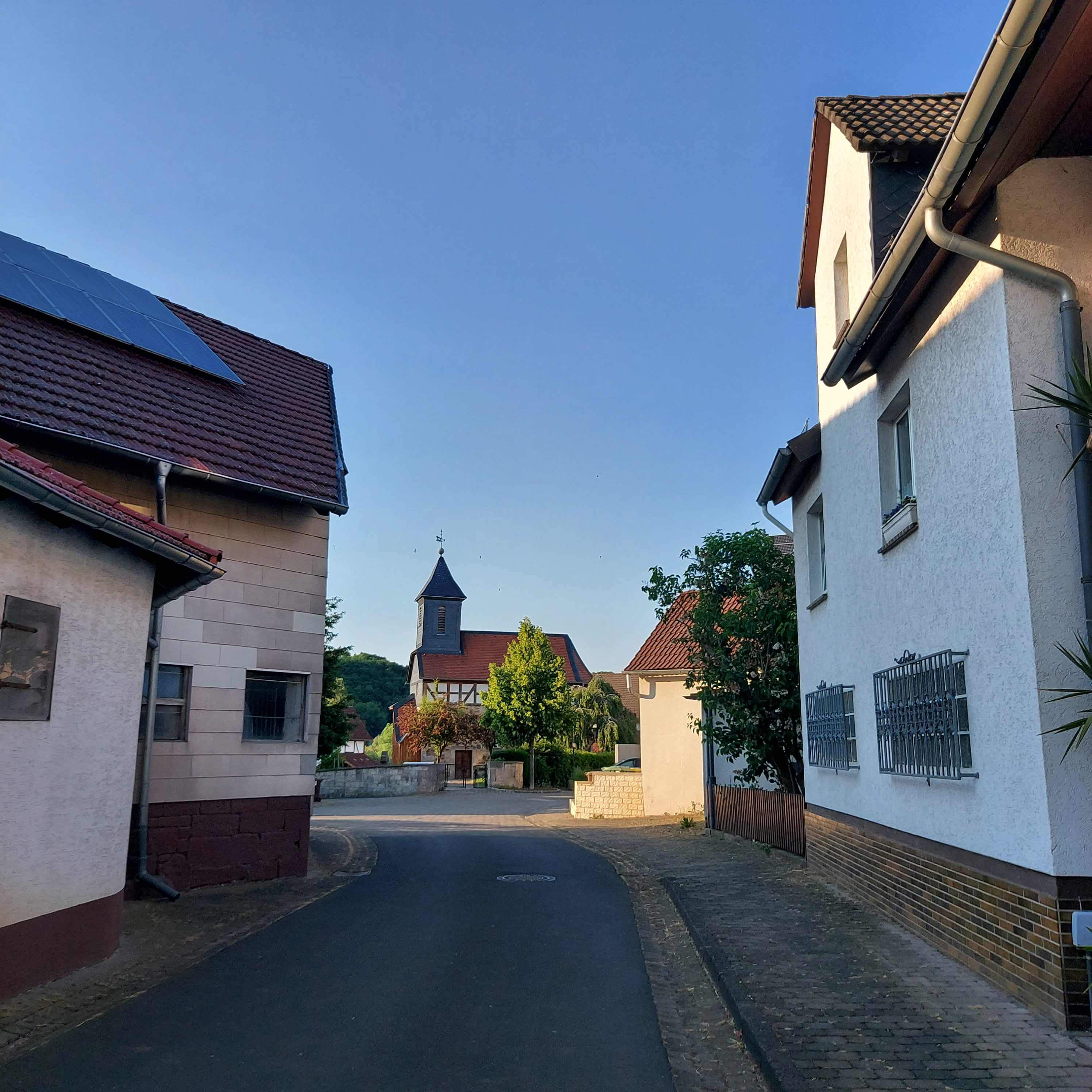
Straßenbild

Im Jahre 1546 wird der erste Ortspfarrer Johannes Jacobi genannt.

## Sehenswürdigkeiten

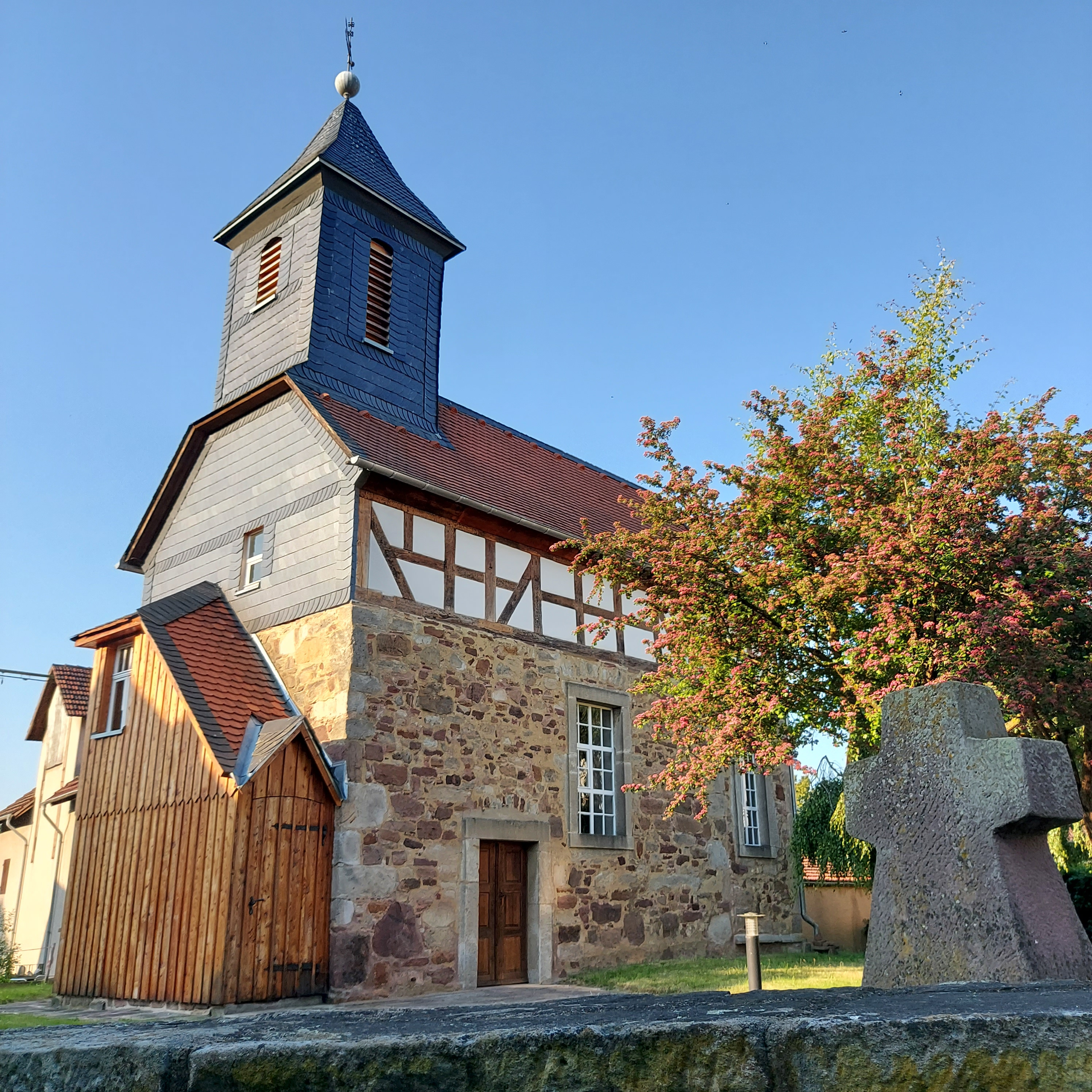
Kirche und Gefallenendenkmal in Dittershausen

Das Zentrum des Orts ist die Fachwerkkirche. Im Kirchhof befinden sich das Denkmal für die Toten der Weltkriege und ein Gedenkstein für die Opfer der Flut nach der Sprengung der Edertalsperre. 
Dittershausen liegt am Europaradweg R1. 

### Einwohnerentwicklung
| Dittershausen: Einwohnerzahlen von 1834 bis 2011 | Dittershausen: Einwohnerzahlen von 1834 bis 2011 | Dittershausen: Einwohnerzahlen von 1834 bis 2011 | Dittershausen: Einwohnerzahlen von 1834 bis 2011 | Dittershausen: Einwohnerzahlen von 1834 bis 2011 |
| --- | ------------------------------------------------ | ------------------------------------------------ | ------------------------------------------------ | ------------------------------------------------ |
| Jahr |                                                  |                                                  |                                                  | Einwohner                                        |
| 1834 | 1834                                             |                                                  | 145                                              | 145                                              |
| 1840 | 1840                                             |                                                  | 187                                              | 187                                              |
| 1846 | 1846                                             |                                                  | 205                                              | 205                                              |
| 1852 | 1852                                             |                                                  | 201                                              | 201                                              |
| 1858 | 1858                                             |                                                  | 174                                              | 174                                              |
| 1864 | 1864                                             |                                                  | 185                                              | 185                                              |
| 1871 | 1871                                             |                                                  | 192                                              | 192                                              |
| 1875 | 1875                                             |                                                  | 201                                              | 201                                              |
| 1885 | 1885                                             |                                                  | 212                                              | 212                                              |
| 1895 | 1895                                             |                                                  | 226                                              | 226                                              |
| 1905 | 1905                                             |                                                  | 280                                              | 280                                              |
| 1910 | 1910                                             |                                                  | 278                                              | 278                                              |
| 1925 | 1925                                             |                                                  | 302                                              | 302                                              |
| 1939 | 1939                                             |                                                  | 313                                              | 313                                              |
| 1946 | 1946                                             |                                                  | 464                                              | 464                                              |
| 1950 | 1950                                             |                                                  | 516                                              | 516                                              |
| 1956 | 1956                                             |                                                  | 505                                              | 505                                              |
| 1961 | 1961                                             |                                                  | 531                                              | 531                                              |
| 1967 | 1967                                             |                                                  | 626                                              | 626                                              |
| 1970 | 1970                                             |                                                  | 626                                              | 626                                              |
| 2011 | 2011                                             |                                                  | 2.670                                            | 2.670                                            |
| Datenquelle: Historisches Gemeindeverzeichnis für Hessen: Die Bevölkerung der Gemeinden 1834 bis 1967. Wiesbaden: Hessisches Statistisches Landesamt, 1968. Weitere Quellen: https://www.citypopulation.de/de/germany/settlements/hessen/kassel/06633008x0JLL__dittershausen/ |                                                  |                                                  |                                                  |                                                  |